# Dalida mon Amour Vol.2
Dalida mon Amour Vol.2 è una raccolta postuma della cantante italo-francese Dalida, pubblicata il 15 aprile 1990 da Carrere.
Si tratta del prosieguo dell'album Dalida mon Amour, pubblicato l'anno precedente.
La raccolta venne pubblicata in formato doppio LP, in CD singolo, in doppio CD e Musicassetta.
Nella versione CD si trovano ulteriori brani rispetto al vinile, per un totale di 31 tracce: Là où je t’aime, Tables Séparées, Ne lui dis pas, Pour qui pourquoi, Des gens qu’on aimerait connaître, Pour toi Louis e Bye Bye.

## Tracce (doppio LP)

### Disco 1

#### Lato A
1. Je suis toutes les femmes
2. La pensione bianca
3. Le petit bonheur
4. Il faut du temps
5. Soleil
6. Ma vie je la chante

#### Lato B
1. Marjolaine
2. Jouez bouzouki
3. Ton prénom dans mon cœur
4. La feria
5. Les feuilles mortes
6. Pour vous

### Disco 2

#### Lato C
1. Les p'tits mots
2. La rose que j'aimais
3. Fini, la comédie
4. L'innamorata
5. Une vie d'homme
6. Comme si tu étais là

#### Lato D
1. Rio do Brasil
2. Comment faire pour oublier
3. Le premier amour du monde
4. Mamina
5. Quand s'arrêtent les violons
6. J'aurais voulu danser

## Tracce (CD)
1. Les p'tits mots
2. La rose que j'aimais
3. Ne lui dis pas
4. L'innamorata
5. Une vie d'homme
6. Comme si tu étais là
7. Pour qui pourquoi
8. Des gens qu'on aimerait connaître
9. Comment faire pour oublier
10. Mamina
11. Quand s'arrêtent les violons
12. Pour vous
13. J'aurais voulu danser
14. Pour toi, Louis
15. Bye bye

## Tracce (doppio CD)

### Disco 1
1. Les p'tits mots
2. La rose que j'aimais
3. Ne lui dis pas
4. L'innamorata
5. Une vie d'homme
6. Comme si tu étais là
7. Pour qui pourquoi
8. Des gens qu'on aimerait connaître
9. Comment faire pour oublier
10. Le premier amour du monde
11. Mamina
12. Quand s'arrêtent les violons
13. Pour vous
14. J'aurais voulu danser
15. Pour toi, Louis
16. Bye bye

### Disco 2
1. Je suis toutes les femmes
2. La pensione bianca
3. Le petit bonheur
4. Il faut du temps
5. Soleil
6. Ma vie je la chante
7. Marjolaine
8. Jouez bouzouki
9. Ton prénom dans mon cœur
10. La feria
11. Les feuilles mortes
12. Là où je t'aime
13. Tables séparées
14. Fini, la comédie
15. Rio do Brasil